# Adventure Girl
Adventure Girl é um documentário de aventura americano de 1934, dirigido por Herman C. Raymaker, baseado no diálogo escrito por Ferrin Frazier, estrelado e narrado por Joan Lowell. O roteiro é baseado na autobiografia de Lowell, O Berço das Profundezas, que mais tarde se tornou uma obra de ficção.[carece de fontes?]

## Enredo
Joan Lowell viaja por mar com seu pai, Nicholas Wagner, como capitão, e mais dois tripulantes, William Sawyer e Otto Siegler. Durante a viagem, o navio foi danificado em um furacão, com o mastro quebrado. Encontrando os destroços de outros navios, eles encontram um mastro que podem ser usados para substituir o quebrado. Quando os dois tripulantes começam a resgatar o mastro, Lowell e Wagner exploram outros destroços, onde Lowell encontra um mapa antigo que supostamente leva a ruínas na selva que contêm uma preciosa esmeralda. 
Depois de substituir o mastro, eles continuam sua jornada, mas precisam encontrar um suprimento de água potável para reabastecer o navio, que também foi perdido durante o furacão. Lowell e Sawyer pegam um barco a remo para a costa, onde encontram um nativo que os leva para sua aldeia. Lowell percebe que esta vila está no mapa que ela descobriu e convence a líder local, Maya, a permitir que ela e Sawyer explorem. Quando a festa chega à cidade perdida, Lowell começa a procurar a esmeralda. Quando seu guia, Manola e Maya, percebem a intenção de Lowell, eles a prendem com a intenção de queimá-la viva. Sawyer a resgata da morte certa, e os dois escapam de volta para o barco a remo. Enquanto são perseguidos pelos aldeões nativos em suas canoas, Sawyer joga gasolina nas águas atrás deles e a põe em chamas. Isso impede que os moradores continuem sua busca, e os dois antigos caçadores de tesouros retornam ao navio. [carece de fontes?]

## Elenco
- Joan Lowell como ela mesma
- Capitão Nicholas Wagner como ele mesmo
- William Sawyer como ele mesmo
- Otto Siegler como ele mesmo
- Ula Holt como Princesa Maya

## Produção

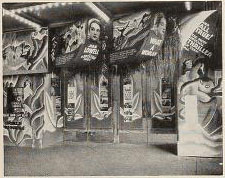
Decorações de motivos da selva no Rialto Theatre, em Nova York.

O roteiro foi baseado no romance de Lowell, Cradle of the Deep, que na época de sua publicação era anunciado como uma autobiografia. Foi escolhido pelo clube do livro do mês e tornou-se um best-seller em 1929. No entanto, logo após se tornar famoso, o livro foi exposto como uma obra de ficção. 
Em 1935, Lowell processou a Van Beuren Studios e Amedee J. Van Beuren por uma parte dos lucros. Van Beuren prontamente fez uma reconvenção por danos no valor de US $ 300.000, supostamente sofridos por causa do desempenho "inexperiente" de Lowell na imagem.
Fontes modernas ainda citam este filme como um documentário, no entanto, no momento do seu lançamento, as fontes o revisaram como uma obra de ficção. O filme foi rodado na Guatemala. Em julho de 1934, foi relatado que a produção havia terminado, com as filmagens realizadas na América Central. O filme começou as prévias no início de agosto, com uma dessas prévias ocorrendo a bordo da SS Columbia em 1º de agosto de 1934.
Filmado em preto e branco, o clímax do filme, a cena do incêndio, foi colorido à mão por Gustav Brock.
O filme estreou em 17 de agosto de 1934, no Rialto Theatre, em Nova York. Vários esquemas de marketing foram implementados para coincidir com a estreia do filme, incluindo um concurso de redação de jornal com o vencedor recebendo uma viagem gratuita ao Haiti, gravuras de moda com Joan Lowell e lobbies de teatro decorados com motivos da selva.

## Recepção
O Motion Picture Daily deu ao filme uma boa crítica como aventura ao ar livre, destacando a fotografia do mar e a sequência de cores de Brock. O Brooklyn Daily Eagle fez uma crítica negativa ao filme, principalmente devido à natureza amadora dos atores, mas eles elogiaram a fotografia, chamando-a de "excelente", mas um esforço desperdiçado. O Hollywood Reporter achou que era um bom filme de aventura em família. O New York Daily News elogiou a coloração de Brock da cena do incêndio e elogiou a cinematografia em geral. o New York Daily Mirror também elogiou a fotografia, enquanto o New York World-Telegram chamou o filme de "uma hora divertida e emocionante, como você pode imaginar no cinema". O Film Daily o chamou de "Filme de aventura incomum com bons valores de exploração".